# Plouëc-du-Trieux
Plouëc-du-Trieux [pluɛk dy tʁijø] (Ploueg-an-Trev) est une commune située dans le département des Côtes-d'Armor, en région Bretagne.

## Géographie
La commune de Plouëc-du-Trieux est située entre un fleuve côtier qui la borde à l'Est (le Trieux) et un affluent du Jaudy, le Théoulas, à l'Ouest, sur un plateau élevé atteignant à certains endroits 110 mètres d'altitude. Les plages se trouvent à une vingtaine de kilomètres et les premières villes (Paimpol, Guingamp et Lannion) entre 15 et 20 km environ. Saint-Brieuc est atteignable en 0 h 40 (50 km), Brest en 1 h 25 (121 km) et Rennes en 1 h 40 (145 km).
Elle est traversée par plusieurs voies de circulation dont deux axes importants : la route départementale no 8 (Guingamp → Tréguier / Lannion) et la route départementale no 15 (Bégard → Pontrieux / Paimpol). Sa gare est desservie par le TER (ligne Paimpol / Guingamp) permettant ainsi aux voyageurs de rejoindre la gare de Guingamp (desservie par le TGV).
Son activité est plutôt agricole et agro-alimentaire, mais la population résidente travaille dans le tertiaire sur les bassins de Lannion, Guingamp, voire Saint-Brieuc.
Elle bénéficie également de l'activité dégagée par la carrière départementale de Châteaulin et de la station d'enrobé, située à l'est de la commune.
| Runan       | Ploëzal          |            |
| Brélidy     | Plouëc-du-Trieux | Saint-Clet |
| Landebaëron | Squiffiec        |            |

### Hydrographie
Pour un article plus général, voir Réseau hydrographique des Côtes-d'Armor.
La commune est située dans le bassin Loire-Bretagne. Elle est drainée par le Trieux, le Théoulas, le Coat an Guern et l'Étang de Launay,,.
Le Trieux, d'une longueur de 72 km, prend sa source dans la commune de Kerpert et se jette  dans la Manche entre Lézardrieux et Ploubazlanec, après avoir traversé 21 communes.  Les caractéristiques hydrologiques du Trieux sont données par la station hydrologique située sur la commune de Saint-Clet. Le débit moyen mensuel est de 5,29 m3/s. Le débit moyen journalier maximum est de 81,8 m3/s, atteint lors de la crue du 28 février 2010. Le débit instantané maximal est quant à lui de 106 m3/s, atteint le même jour.

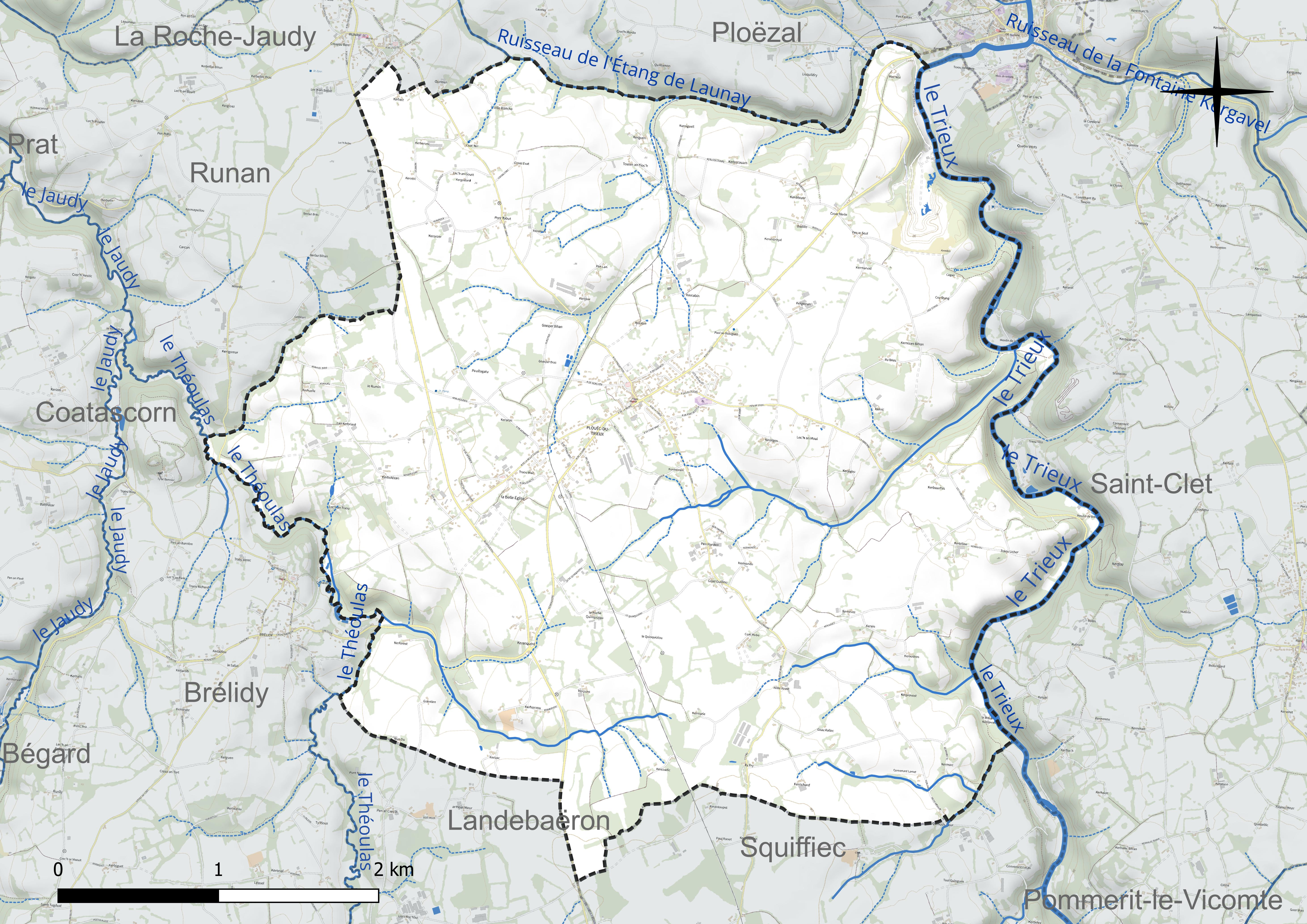
Réseau hydrographique de Plouëc-du-Trieux.

Le Théoulas, d'une longueur de 13 km, prend sa source dans la commune de Plouisy et se jette  dans le Jaudy à Coatascorn, après avoir traversé huit communes. 

### Climat
Pour des articles plus généraux, voir Climat de la Bretagne et Climat des Côtes-d'Armor.
En 2010, le climat de la commune est de type climat océanique franc, selon une étude du CNRS s'appuyant sur une série de données couvrant la période 1971-2000. En 2020, Météo-France publie une typologie des climats de la France métropolitaine dans laquelle la commune est exposée à un climat océanique et est dans la région climatique  Finistère nord, caractérisée par une pluviométrie élevée, des températures douces en hiver (6 °C), fraîches en été et des vents forts. Parallèlement l'observatoire de l'environnement en Bretagne publie en 2020 un zonage climatique de la région Bretagne, s'appuyant sur des données de Météo-France de 2009. La commune est, selon ce zonage, dans la zone « Intérieur », exposée à un climat médian, à dominante océanique.
Pour la période 1971-2000, la température annuelle moyenne est de 11,1 °C, avec une amplitude thermique annuelle de 10,4 °C. Le cumul annuel moyen de précipitations est de 847 mm, avec 14,2 jours de précipitations en janvier et 7,3 jours en juillet. Pour la période 1991-2020, la température moyenne annuelle observée sur la station météorologique la plus proche, située sur la commune de La Roche-Jaudy à 9 km à vol d'oiseau, est de 11,8 °C et le cumul annuel moyen de précipitations est de 887,1 mm,. Pour l'avenir, les paramètres climatiques de la commune estimés pour 2050 selon différents scénarios d'émission de gaz à effet de serre sont consultables sur un site dédié publié par Météo-France en novembre 2022.

## Urbanisme

### Typologie
Au 1er janvier 2024, Plouëc-du-Trieux est catégorisée commune rurale à habitat dispersé, selon la nouvelle grille communale de densité à 7 niveaux définie par l'Insee en 2022.
Elle est située hors unité urbaine et hors attraction des villes,.

### Occupation des sols
L'occupation des sols de la commune, telle qu'elle ressort de la base de données européenne d’occupation biophysique des sols Corine Land Cover (CLC), est marquée par l'importance des territoires agricoles (83,8 % en 2018), en diminution par rapport à 1990 (84,7 %). La répartition détaillée en 2018 est la suivante : 
zones agricoles hétérogènes (58,3 %), terres arables (25,2 %), forêts (10,3 %), zones urbanisées (4,6 %), mines, décharges et chantiers (1,3 %), prairies (0,3 %). L'évolution de l’occupation des sols de la commune et de ses infrastructures peut être observée sur les différentes représentations cartographiques du territoire : la carte de Cassini (XVIIIe siècle), la carte d'état-major (1820-1866) et les cartes ou photos aériennes de l'IGN pour la période actuelle (1950 à aujourd'hui).

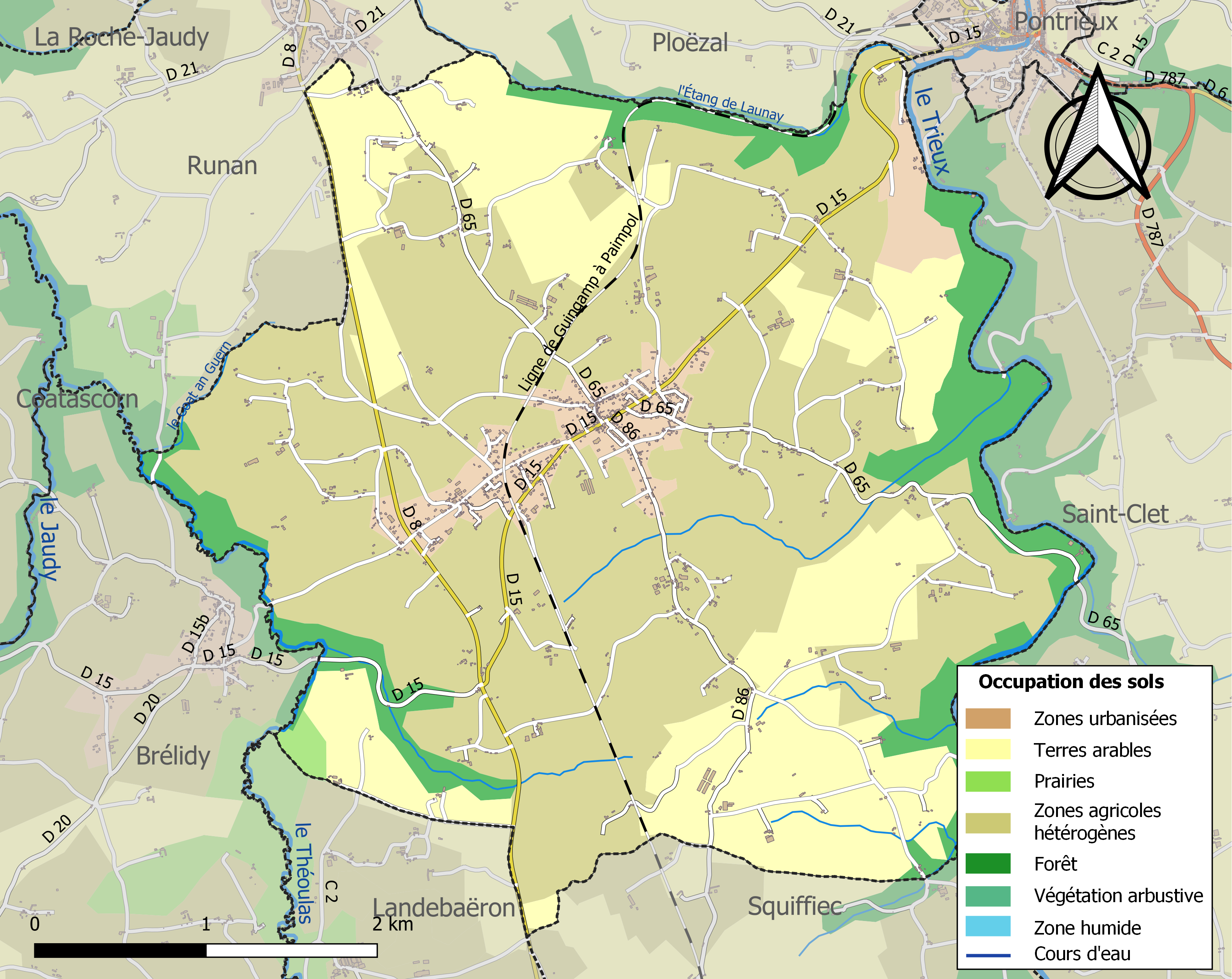
Carte des infrastructures et de l'occupation des sols de la commune en 2018 (CLC).

## Toponymie
Le nom de la localité est attesté sous les formes Ploec vers 1330 et en 1429, Ploehec en 1435.
Plouëc-du-Trieux apparaît dès 1962 (décret du 10 mai 1962).
Plouëc-du-Trieux vient de l’ancien breton ploe (paroisse) et Trieux.
Ploueg-Pontrev en breton moderne.

## Histoire

### Héraldique
| Blason | Blasonnement : Écartelé : au premier et au quatrième de gueules aux six quintefeuilles d'or ordonnés 3, 2 et 1, au deuxième et au troisième d'argent au sautoir de gueules cantonné de quatre billettes du même. Commentaires : Attention : il semble y avoir une confusion avec le blason de Plouër-sur-Rance (cf. Régis de Saint-Jouan, 1990, p. 508; et Froger et Pressensé. 2008, p. 46). La Commune de Plouëc n'utilise qu'un logo. Observation JC Even. 05.07.2010. |

### Antiquité
Plouëc-du-Trieux était primitivement occupée par une garnison romaine. Vers l’an mille, le territoire est connu pour sa grande forteresse « Castellum super Triticum » déjà détenu par les ducs.
Vers l’an 1000, Châteaulin-sur-Trieux est au nombre des châtellenies propriétés des ducs de Bretagne. Le château a même été propriété de la duchesse Anne qui l’avait fait réparer. Elle fit ensuite partie de la baronnie d'Avaugour. C’est en fait le vicomte Jean II de Rohan qui le démolit après y avoir fait le siège plusieurs mois vers 1488.
Aujourd'hui, il ne reste plus de trace de ce haut-lieu de défense, mais une carrière dont la particularité est la suivante : il s'agit de la seule carrière de France appartenant à un Conseil Général, et ce depuis 1976.
Le bourg prit par conséquent de l’importance. Le nom de Ploec apparaît plus sûrement. On y retrouve la dernière Noblesse jusque vers 1780 ; les terres étaient régies par la baronnie d'Avaugour et le comté de Goëlo, et appartenait au prince de Soubise.
Plouec-du-Trieux est donc une vieille paroisse dominée par une grande forteresse. Elle avait ce titre déjà en 1266. Pour l’anecdote, elle avait pour succursale Runan. La Belle-Église (ancien prieuré-cure appartenant à l'abbaye de Saint-Jacut) et le Petit-Plouëc étaient autrefois des trèves sans avoir le titre de paroisses succursales.

### LeXXesiècle
La commune était desservie au début du XXe siècle par deux réseaux de chemins de fer secondaires : le Réseau breton et les chemins de fer des Côtes-du-Nord. Le site de la gare de Plouëc a été l'un des lieux du tournage du film « Petits Meurtres en Famille » diffusé sur France 2 en novembre 2006. La gare fut repérée par les producteurs grâce à son centenaire fêté en mars 2005.

#### Les guerres duXXesiècle
Le monument aux morts porte les noms de 102 soldats morts pour la Patrie :
- 88 sont morts durant la Première Guerre mondiale ;
- 10 sont morts durant la Seconde Guerre mondiale ;
- 2 sont morts durant la guerre d'Algérie ;
- 2 sont morts durant la guerre d'Indochine.

Durant la Seconde Guerre mondiale, la commune fut, la première semaine d'août 1944, le lieu de violents combats entre les forces allemandes et la Résistance. Plusieurs jeunes résistants furent tués. Une stèle est présente dans le bourg. Ces combats sont commémorés tous les deux ans, le premier week-end d'août.

#### Administration
Plouëc devint Plouëc-du-Trieux en 1962 par décret du 10 mai 1962. Le problème des correspondances des postes et télécommunications amena la préfecture à demander aux Plouëcois d'ajouter cette précision : en effet, il y avait en Côtes-du-Nord, Plouëc, Plouer et Plœuc. Plouer devient Plouër-sur-Rance et Plœuc devient Plœuc-sur-Lié.

## Démographie
L'évolution du nombre d'habitants est connue à travers les recensements de la population effectués dans la commune depuis 1793. Pour les communes de moins de 10 000 habitants, une enquête de recensement portant sur toute la population est réalisée tous les cinq ans, les populations de référence des années intermédiaires étant quant à elles estimées par interpolation ou extrapolation. Pour la commune, le premier recensement exhaustif entrant dans le cadre du nouveau dispositif a été réalisé en 2005.

En 2022, la commune comptait 1 140 habitants, en évolution de +0,71 % par rapport à 2016 (Côtes-d'Armor : +1,78 %, France hors Mayotte : +2,11 %).
| 1793  | 1800  | 1806  | 1821  | 1831  | 1836  | 1841  | 1846  | 1851  |
| ----- | ----- | ----- | ----- | ----- | ----- | ----- | ----- | ----- |
| 2 164 | 1 520 | 1 877 | 1 896 | 2 116 | 2 180 | 2 171 | 2 200 | 2 230 |

| 1856  | 1861  | 1866  | 1872  | 1876  | 1881  | 1886  | 1891  | 1896  |
| ----- | ----- | ----- | ----- | ----- | ----- | ----- | ----- | ----- |
| 2 110 | 2 167 | 2 243 | 2 127 | 2 173 | 2 144 | 2 070 | 1 898 | 1 870 |

| 1901  | 1906  | 1911  | 1921  | 1926  | 1931  | 1936  | 1946  | 1954  |
| ----- | ----- | ----- | ----- | ----- | ----- | ----- | ----- | ----- |
| 1 789 | 1 828 | 1 782 | 1 568 | 1 535 | 1 514 | 1 406 | 1 349 | 1 328 |

| 1962  | 1968  | 1975  | 1982  | 1990  | 1999  | 2005  | 2006  | 2010  |
| ----- | ----- | ----- | ----- | ----- | ----- | ----- | ----- | ----- |
| 1 356 | 1 280 | 1 105 | 1 106 | 1 087 | 1 085 | 1 117 | 1 120 | 1 102 |

| 2015  | 2020  | 2022  | - | - | - | - | - | - |
| ----- | ----- | ----- | - | - | - | - | - | - |
| 1 131 | 1 143 | 1 140 | - | - | - | - | - | - |

## Lieux et monuments

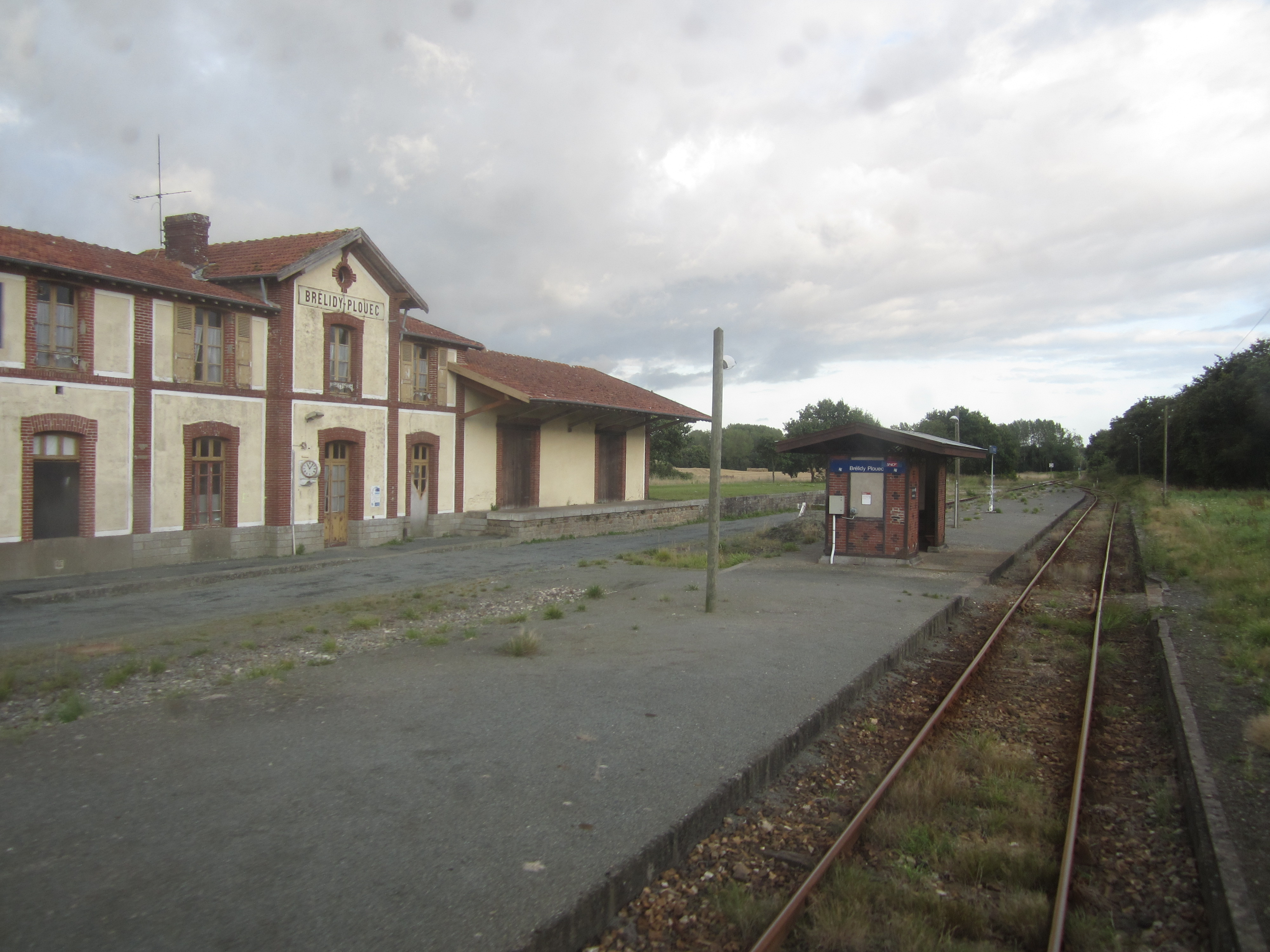
La gare de Brélidy-Plouëc.
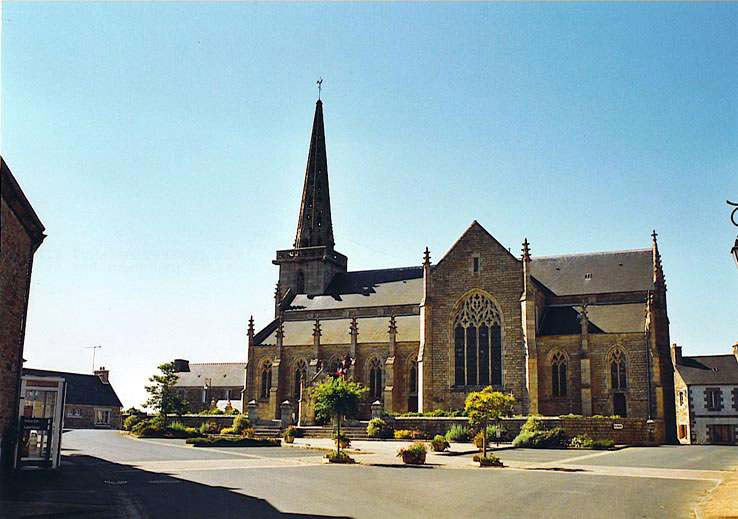
Église Notre-Dame.
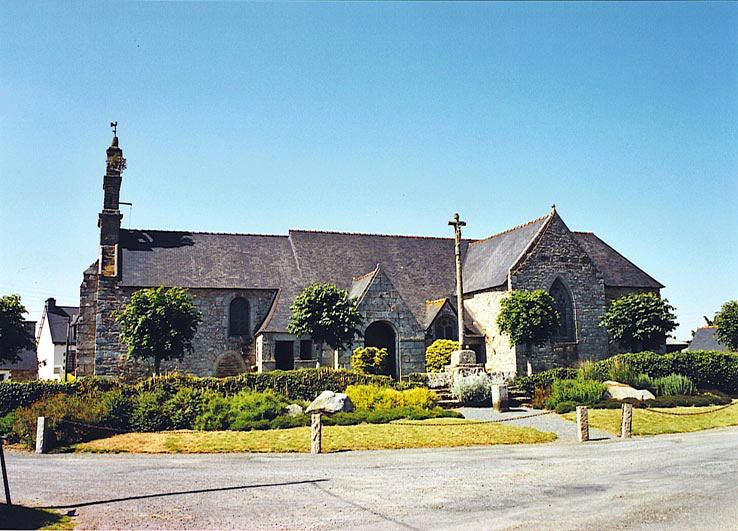
Chapelle Saint-Jorand.

La commune compte un monument historique :
- La gare de Brélidy-Plouëc, inscrite par arrêté du 19 septembre 2018[29], retenue par l'édition 2019 du loto du patrimoine, inscrite aux monuments historiques, va être restaurée pour abriter une salle d'expositions temporaires et une salle de spectacle.

Autres monuments et sites :
- Menhir de Camarel.
- Le château de Kercabin (XVIIIe siècle) ;  privé.
- L'église Notre-Dame de Plouëc (XIXe siècle) : située au bourg, l'église a été reconstruite en 1895 et rénovée en 1995. Son architecture est fine et élancée. Son Pardon est fêté le jour de l'Assomption (15 août).
- La chapelle Notre-Dame des Neiges de Kerprovost (début XVIe siècle) : située sur la route communale reliant Plouëc à Squiffiec, elle dépend du domaine privé de Kerprovost. Une fontaine rénovée existe à proximité. Début août a lieu la fête patronale.
- La chapelle de Saint-Jorand située dans le village de la Belle Église (XVe siècle). La chapelle Saint Jorand située à la Belle-Église est un ancien oratoire dédié à la Trinité datant de la fin du XVe siècle et agrandi au XVIIIe siècle. La chapelle fut en partie détruite par un incendie en juin 1964. Elle fut reconstruite, mais perdit alors de son lustre. Elle présente : 
  - Un chevet de 1619,
  - Un ossuaire de 1619 également,
  - Un clocher mur a trois chambres de cloches,
  - Une sacristie de 1730,
  - Une poutre de gloire, en bois polychrome, du XVIe siècle,
  - Une fontaine, du XVIIe siècle
- Le tombeau de Saint Jorand (un moine du XIIIe siècle qui ne serait pas le même qu'un autre moine dénommé aussi saint Jorand, qui fut un ermite vivant à Kergrist puis à Pédernec, décédé en 1340 et honoré à Gommenec'h[30]), en granit, du XVe siècle aussi. Le pardon de Saint Jorand, qui fut très renommé, est célébré le 28 mai et le jour de la Trinité. Selon la légende, l'eau de la fontaine de Saint-Jorand guérit les animaux malades, en particulier les vaches.
- l'ancienne voie romaine

## Personnalités liées à la commune
- Famille de Lannion ;
  - Sœur Pauline, née Anne-Marie Guiomar le 24 mars 1875 à Plouëc-du-Trieux, décédée presque centenaire le 16 juillet 1971 à Guilvinec, religieuse des Filles du Saint-Esprit. Elle joua un rôle important lors de la création du "fourneau économique" de Guilvinec, une "soupe populaire" qui fonctionna entre 1903 et 1905 lors de la crise de la sardine dans ce port de pêche, puis dans la création et la direction d'ateliers de dentelle au point d'Irlande, devenu le picot bigouden pendant une soixantaine d'années[31].
- Famille Le Droumaguet:
  - Emmanuel Félix Le Droumaguet (1896-1916), mort pour la France, né à Plouëc-du-Trieux.